# JR九州硬式野球部
JR九州硬式野球部（ジェイアールきゅうしゅうこうしきやきゅうぶ）は、福岡県北九州市に本拠地を置き、日本野球連盟に所属する社会人野球チームである。

## 概要
前身は鉄道院時代の1918年に創部された九州鉄道管理局。のち「門司鉄道管理局」、「門司鉄道局」と改称し、戦後の日本国有鉄道発足後「門司鉄道管理局」に改称した。北九州市に所在していた新日鐵八幡（2003年限りで廃部）との対抗戦は「製門戦」と呼ばれ、早慶戦に次ぐ歴史を持つ対抗戦を演じていた。
1950年代からしばらく活動していなかったが、1970年に活動再開、1987年の国鉄分割民営化にともなうチーム再編のとき、九州に存在していた熊本鉄道管理局、大分鉄道管理局と鹿児島鉄道管理局チームを統合して、JR九州硬式野球部として再出発した。
2004年の第75回都市対抗野球大会では68年ぶりの8強入り、2005年の第76回都市対抗野球大会では69年ぶりの4強入りを果たし、2010年の第81回都市対抗野球大会では準優勝に輝いた。これと前後して、2009年の第36回社会人野球日本選手権大会で、同年の都市対抗優勝チームのHondaを決勝で破り優勝。国鉄分割民営化後にJRグループチームで初めて全国大会を制した。
現在、JR九州の本社は福岡市にあるが、チームの所在地は北部九州地域本社のある北九州市小倉北区室町となっている。また、練習グラウンドは北九州市門司区新原町のJR九州社員研修センター内にあり、野球部の寮も社員研修センターに隣接して設けられている。

## 設立・沿革
- 1918年　「九州鉄道管理局」として創部
- 1919年　官制改正で「門司鉄道管理局」に改称
- 1920年　鉄道省昇格に伴い「門司鉄道局」に改称
- 1927年　都市対抗野球初出場（第1回大会；ベスト4）
- 1936年　都市対抗野球初優勝
- 1950年　国鉄の地方組織改正で「門司鉄道管理局」に改称
- 1975年　日本選手権初出場（初戦敗退）
- 1987年　国鉄民営化に伴い、「JR九州」に改称
- 2009年　日本選手権初優勝

## 主要大会の出場歴・最高成績
- 都市対抗野球大会　出場18回、優勝1回（1936年）
- 日本選手権大会　出場17回、優勝1回（2009年）
- JABA東京スポニチ大会　優勝1回（2007年）
- JABA静岡大会　優勝1回（1998年）
- JABA九州大会　優勝1回（2008年）
- JABA広島大会　優勝1回（1991年）
- JABA四国大会　優勝2回（2007,10年）

## 主な在籍者
- 中野滋樹監督
- 濱野雅慎コーチ

## 主な出身プロ野球選手
- 田﨑昌弘投手（2001年横浜ベイスターズドラフト5巡→西武ライオンズ）
- 樋口龍美投手（2004年中日ドラゴンズ自由獲得枠）
- 町豪将投手（2004年オリックス・バファローズドラフト4巡）
- 藤岡好明投手（2005年福岡ソフトバンクホークス大学生・社会人ドラフト3巡）
- 小松聖投手（2006年オリックス・バファローズ大学生・社会人ドラフト希望入団枠）
- 加治屋蓮投手（2013年福岡ソフトバンクホークスドラフト1位）
- 福敬登投手（2015年中日ドラゴンズドラフト4位）

### 国鉄・九州地区各鉄道管理局野球部出身プロ野球選手

#### 門司鉄道管理局
- 石丸藤吉内野手（1937年名古屋軍）
- 佐山昌義内野手（1937年大東京軍）
- 石田政良外野手（1937年名古屋軍）
- 高木茂外野手（1937年名古屋軍）
- 中尾長外野手（1937年東京セネタース）
- 荒木政公投手（1939年阪急軍）
- 新富卯三郎内野手、外野手（1939年大日本東京野球倶楽部）
- 吉田猪佐喜外野手（1939年名古屋軍）
- 岡本敏男投手（1940年名古屋軍）
- 河村章投手（1940年金星スターズ）
- 井野川利春捕手、内野手（1940年阪急軍）
- 荒木正捕手（1941年南海軍）
- 大橋棣内野手（1942年阪神軍）
- 中谷信夫投手（1947年南海ホークス）
- 片山博投手（1948年急映フライヤーズ）
- 木塚忠助内野手（1948年南海ホークス）
- 江藤晴康投手（1949年大阪タイガース）
- 中津正三投手、外野手（1949年南海ホークス）
- 上野重雄投手（1950年毎日オリオンズ）
- 萩原昭投手、内野手（1950年毎日オリオンズ）
- 岩瀬剛内野手（1950年国鉄スワローズ）
- 岩橋利男外野手、内野手（1950年国鉄スワローズ）
- 後藤宏之捕手（後に杵島炭鉱を経て、1950年西鉄クリッパース）
- 長富政武内野手（後に大洋漁業を経て、1950年大洋ホエールズ）
- 三瀬雅康内野手（1954年高橋ユニオンズ）
- 黒木貞男投手（1955年南海ホークス）
- 井上忠行内野手（1957年西鉄ライオンズ）
- 高島正義内野手（1960年東映フライヤーズ）
- 宮川孝雄内野手（1960年広島カープ）
- 石井和行投手（1980年広島東洋カープドラフト外）
- 田島克彦外野手（1981年阪急ブレーブスドラフト6位）

#### 鹿児島鉄道管理局
- 大戸雄記外野手（1954年南海ホークス）
- 佐藤重雄内野手（1955年南海ホークス）
- 末永吉幸内野手（1967年東映フライヤーズドラフト6位）
- 秋葉敬三投手（1968年西鉄ライオンズドラフト11位）
- 西村徳文内野手（1981年ロッテオリオンズドラフト5位。元千葉ロッテマリーンズ、オリックス・バファローズ監督）
- 鹿島忠投手（1982年中日ドラゴンズドラフト1位）
- 森田芳彦内野手（1985年ロッテオリオンズドラフト3位）

#### 大分鉄道管理局
- 千原雅生内野手（後に植良組を経て、1949年太陽ロビンス）
- 山口喜司投手（後に陸上自衛隊西部方面隊を経て、1968年広島東洋カープドラフト3位）
- 福良淳一内野手（1984年阪急ブレーブスドラフト6位、元オリックス・バファローズ監督）

#### 熊本鉄道管理局
- 丸尾千年次投手（1936年阪急軍）
- 田中資昭内野手（1947年読売ジャイアンツ→大洋ホエールズ）
- 武宮敏明捕手（1947年読売ジャイアンツ）
- 後藤次男内野手（法政大学を経て、1948年阪神タイガース）
- 本村信吾外野手（1986年中日ドラゴンズドラフト6位）

#### 宮崎鉄道局
- 黒木宗行外野手（1949年大陽ロビンス）

## 元プロ野球選手の競技者登録
- 片岡新之介コーチ（元西鉄、広島ほか。退部）

## かつて所属していた選手・関係者

### JR九州
- 伊藤健治
- 宇多村典明
- 田中マルシオ敬三

### 門司鉄道管理局
- 梅津茂美
- 松田昌士　九州赴任時に門司鉄道管理局硬式野球部長に就任経験あり。のちの東日本旅客鉄道社長。

### 大分鉄道管理局
- 足立義男